# Antiguo Real Hospital de San Juan de Dios
El Antiguo Real Hospital de San Juan de Dios es un «grandioso edificio donde se conjugan los estilos barroco, ecléctico y neoclásico» construido en el siglo XVII en Morelia (Michoacán, México). De larga historia, es un importante exponente de la arquitectura de ese período y una importancia atracción turística de la ciudad.
El edificio fue construido en 1685 por el obispo de Michoacán Juan de Ortega y Montañés (Cartagena, 1627 - México, 1708) para ser utilizado como Casa Episcopal.
Ante las críticas de la comunidad por su exagerado lujo fue cedido por el obispado a principios del siglo XVIII a los monjes juaninos con el objeto de establecer el "Hospital Real de San José", posteriormente rebautizado como "Real Hospital de San Juan de Dios". En 1794 tomaron posesión del hospital los religiosos de San Juan de Dios.
En 1830 el doctor Juan Manuel González Ureña instaló en el edificio la primera cátedra de medicina del estado, lo que dio lugar a la creación de la "Escuela de Medicina de Michoacán" en 1865.
En 1866, el edificio fue convertido en hotel y fue conocido durante varias décadas como "Hotel Oseguera". En 1886 fue remodelado por el ingeniero Guillermo Woodon de Sorine. En 1998 cambió su nombre a "Hotel Los Juaninos", en recuerdo de aquellos monjes que utilizaron el lugar como hospital. 
Presenta dos portadas muy similares hoy flanqueadas por locales comerciales. En el interior, los arcos que circundan el patio principal y se repiten en la planta alta se apoyan en columnas de cantería de estilo toscano.